# Mercury Turnpike Cruiser
Mercury Turnpike Cruiser var en bilmodell som under de blott två år den tillverkades (1957-1958) var bilmärket Mercurys flaggskepp.

## Tillverkningssiffror
- 1957: 16 861
- 1958: 6 407

Mercury Turnpike Cruiser hade 1957 det prestigefyllda uppdraget att vara pace car vid motortävlingen Indianapolis 500.
Teknisk specifikation Mercury Turnpike Cruiser Convertible 1957 
Motor: Åttacylindrig V-motor med toppventiler. 6 030 cc (368 kubiktum). Cylinderdiameter: 101,6 mm. 
Slaglängd: 92,7 mm. Kompression: 9,7:1. Fyrportsförgasare. Effekt: 290 hk vid 4 600 varv/min.
Kraftöverföring: Automatisk växellåda styrd med knappsats till vänster om ratten. Bakhjulsdrift.
Hjulupphängning: Fram: Individuell med skruvfjädrar. Bak: Stel axel upphängd i bladfjädrar.
Bromsar: Hydrauliska trummor runt om. Däck: 8,50 x 14" på stålfälgar. Mått & vikt. 
Längd: 5 362 mm. Bredd: 2 024 mm. Hjulbas:3 099 mm. Vikt: 1 871 kg. Tillverkning.
1 265 byggda cabrioleter i Turnpikeserien. 